# Birmingham Conservatoire

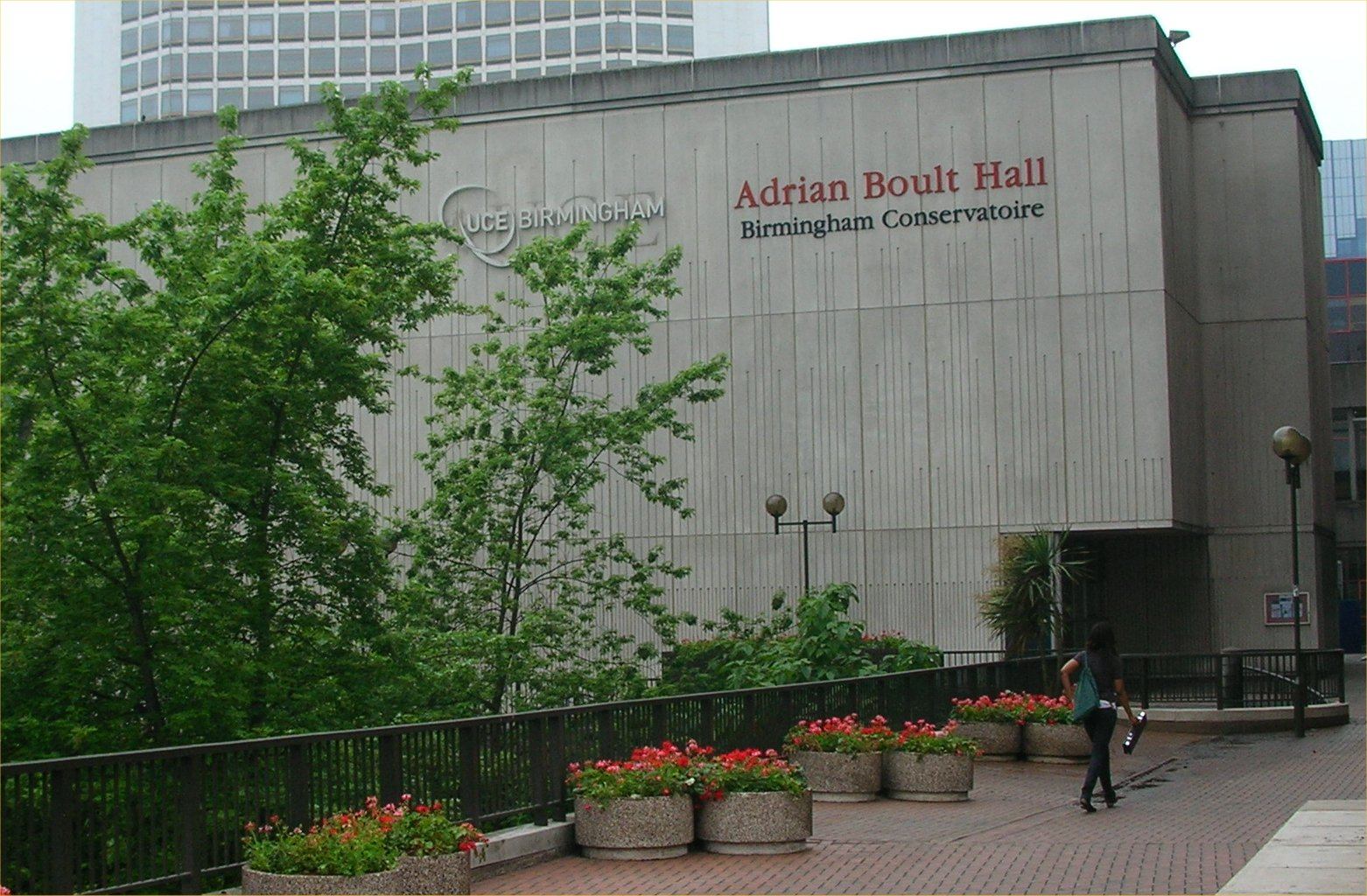
Die Adrian Boult Hall des Birmingham Conservatoire

Das Birmingham Conservatoire ist eine Musikhochschule in Birmingham mit öffentlichen Konzertsälen. Das Konservatorium liegt am Paradise Place im Zentrum von Birmingham. Einrichtungen umfassen den Konzertsaal Adrian Boult Hall, der nach dem Dirigenten Adrian Boult benannt ist und 518 Sitze bietet, die Recital Hall, sechs Aufnahmestudios und eine Musikbibliothek mit ungefähr 95.000 Partituren und Stimmen sowie 10.000 Tonaufnahmen.

## Geschichte
Es wurde 1886 als Birmingham School of Music gegründet, zunächst als Teil des Birmingham and Midland Institute, das seit 1859 bestand.

## Aufführungen
Die Studenten treten regelmäßig in den Konzertsälen der Einrichtung auf, ebenso international bekannte Musiker wie Simon Rattle, Pierre Boulez, Sakari Oramo, Paul Spicer und Jeffrey Skidmore.

## Lehre
Es gibt ungefähr 50 hauptamtliche Dozenten, darunter aktive Musiker, Komponisten und Musikwissenschaftler. Darüber hinaus lehren fast 200 Spezialisten als Tutoren und Gastdozenten. Das Konservatorium arbeitet mit anderen Musikhochschulen weltweit zusammen und ist am Austauschprogramm SOCRATES für Studenten und Lehrkräfte beteiligt.
Ungefähr 500 Studenten sind eingeschrieben in solistischen Fächern, Komposition, Kammermusik, Orchesterspiel, Musiktechnologie und Jazz.

## Ausgewählte Dozenten
- Rutland Boughton, Komposition
- Denis Matthews, Klavier

## Ausgewählte Absolventen
- Brian Ferneyhough, Komponist
- Albert Ketèlbey, Dirigent
- Rhydian Roberts, Bariton